# Reggada
|  | Per a altres significats, vegeu «Reggada (gènere musical)». |

Reggada (àrab: الرگادة, ar-Raggāda; amazic estàndard marroquí: ⵔⴳⴰⴷⴰ, Rgada) és una comuna rural de la província de Tiznit, a la regió de Souss-Massa, al Marroc. Segons el cens de 2014 tenia una població total de 13.284 persones.